# Гэффни, Фрэнсис Эндрю
Фрэ́нсис Э́ндрю Гэ́ффни (англ. Francis Andrew "Drew" Gaffney; род. 9 июня 1946, Карлсбад, Нью-Мексико) — американский врач и астронавт. Совершил один космический полёт на шаттле: STS-40 (1991, «Колумбия»).

## Личные данные и образование
Фрэнсис Гэффни родился 9 июня 1946 года в городе Карлсбаде, штат Нью-Мексико, где в 1964 году окончил среднюю школу. В 1968 году получил степень бакалавра наук в области медицины в Калифорнийском университете в Беркли. В 1972 году получил степень доктора наук в области медицины в Университете штата Нью-Мексико.
Жена — Шейла Бэйбл, у них две дочери, Андреа Элэйн (род. 31 октября 1975 года) и Лорэн Мишель (род. 01 марта 1981 года). Увлекается: велоспорт, путешествия, фотографирование, подводное плавание.

## До НАСА
В 1975 году он закончил 3-летнюю медицинскую интернатуру и ординатуру в Главном городском госпитале Кливленда, штат Огайо. Затем стал работать в отделении кардиологии Медицинского Центра в Далласе (при Университете Юго-западного Техаса. В 1979 году, здесь же, стал преподавателем и доцентом медицины. С 1979 по 1987 годы занимал пост помощника Директора Отделения эхокардиографии в Мемориальном госпитале Парклэнда, в Далласе.

## Подготовка к космическим полётам
Участвовал в работах по программе «Спейслэб-2». С января 1984 года стал готовиться к полёту в качестве специалиста по полезной нагрузке, был назначен в полёт на 1987 год (STS-71E, обслуживание SLS-1), однако после гибели шаттла «Челленджер» в начале 1986 года, сетка полётов была изменена. С января 1987 по июнь 1989 года работал старшим научным сотрудником в медицинском управлении в штаб-квартире НАСА.

## Полёты в космос
- Первый полёт — STS-40[3], шаттл «Колумбия». C 5 по 14 июня 1991 года в качестве специалиста по полезной нагрузке. Основной целью миссии STS-40 были эксперименты с космической лабораторией Спейслэб (в основном в области биологии и медицины). Так же миссия STS-40 примечательна тем, что впервые в составе экипажа находились сразу три женщины-астронавта. Продолжительность полёта составила 9 суток 2 часа 15 минут[4].

Общая продолжительность полётов в космос — 9 дней 2 часа 15 минут.

## Награды и премии
Награждён: Медаль «За космический полёт» (1991).